# Gauliga Köln-Aachen
Gauliga Köln-Aachen byla jedna z mnoha skupin Gauligy, nejvyšší fotbalové soutěže na území Německa v letech 1933 – 1945. Byla vytvořena v roce 1941 vyčleněním z Gauligy Mittelrhein. Pořádala se na území Severního Porýní-Vestfálska. Vítězové jednotlivých skupin Gauligy postupovali do celostátní soutěže, která trvala necelý měsíc, v níž se kluby utkávaly vyřazovacím způsobem.
Zanikla v roce 1945 po pádu nacistického Německa. Po jeho zániku bylo území Köln-Aachen začleněno pod Oberligu West.

## Nejlepší kluby v historii - podle počtu titulů
Zdroj: 
| Vítězové nejvyšší ligové soutěže |        |                 |
| Klub                             | Tituly | Vítězné ročníky |
| VfL Köln 1899                    | 2      | 1942, 1944      |
| SV Victoria Köln                 | 1      | 1943            |
| SpVgg Sülz                       | 1      | 1944            |

## Vítězové jednotlivých ročníků
Zdroj: 
| Gauliga Köln-Aachen (1941 – 1945)                                                                        |                         |                                 |               |
| Ročník                                                                                                   | Vítěz Gauligy           | Umístění v německém mistrovství | Německý mistr |
| 1941 – 1942                                                                                              | VfL Köln 1899 (1)       | Osmifinále                      | FC Schalke 04 |
| 1942 – 1943                                                                                              | SV Victoria Köln (1)    | Osmifinále                      | Dresdner SC   |
| 1943 – 1944                                                                                              | VfL 1899/SpVgg Sülz (2) | 1. kolo                         | Dresdner SC   |
| • Gauliga byla v sezóně 1944/45 zrušena, a to kvůli přesunutí bojů druhé světové války na území Německa. |                         |                                 |               |